# 王巡
王巡（？—23年），新朝武将。

## 生平
| 姓名         | 王巡                          |
| 時代         | 新朝                          |
| 生卒年       | 生年不詳 - 23年（地皇四年）   |
| 字・別号     | 〔不詳〕                      |
| 出身地       | 〔不詳〕                      |
| 職官         | 震狄将軍〔新〕→車騎将軍〔新〕 |
| 爵位・号等   | -                             |
| 陣营・所属等 | 王莽                          |
| 家族・一族   | 〔不詳〕                      |

新朝始建国二年（10年），王莽命立国将軍孫建率十二将軍討伐匈奴。王巡为震狄将軍，和厭難将軍陳欽从雲中郡出擊。陳欽駐屯雲中郡葛邪塞，進攻与匈奴交战。
王巡召回到三輔，北任为車騎将軍。地皇四年（23年）正月，王莽命他和納言将軍庄尤、秩宗将軍陳茂、左隊大夫王吴討伐南陽反新軍（擁立更始帝）。
更始帝属下軍队攻击長安，王巡随同大司馬王邑率部队抗战。防衛線被击破，攻城军队从宣平门入城。王巡在漸台護衛王莽，九月初一，张邯遇到士兵，被杀。王邑、王林、王巡等人分别带兵在北阙下抗击。九月初三，王邑父子、王巡战斗而死。